# Esperance Luvindao
Esperance Luvindao, née en 1994, est une  femme politique, médecin, spécialiste de la santé publique et professeur d'art oratoire namibienne. En mars 2025, elle est nommée ministre de la Santé et des Services sociaux de Namibie au sein du gouvernement de Netumbo Nandi-Ndaitwah. Devenue très jeune une ministre, elle est un des symboles du renouvellement de la classe politique de Namibie, avec Emma Theofelus.

## Biographie

### Situation personnelle et formation
Esperance Luvindao est née en Namibie en 1994, de parents originaires de la république démocratique du Congo,. Elle obtient une licence en médecine et en chirurgie (MBChB) à l'école de médecine de l'université de Namibie. Elle obtient ensuite un Master of Business Administration (MBA) au Management College of Southern Africa (MANCOSA) et suit des études de coaching exécutif et de gestion à l'université du Cap. Elle choisit d'effectuer son service communautaire dans le nord du pays, à l'hôpital public d'Onandjokwe.

### Carrière professionnelle
En 2019, elle participe à la création d'une fondation, l'Osaat Africa Health Foundation, pour aider financièrement les étudiants et étudiantes effectuant des études médicales, et pour intervenir dans des villages isolés par des consultations en ligne et le suivi logistique de livraisons de médicaments sur place.
Elle participe aussi les années suivantes à la lutte contre le Covid-19, en tant que gestionnaire de données pour le groupe de travail national sur cette pandémie. 
Avant décembre 2023, elle reprend des études, notamment à l'université Harvard, mais obtient aussi en décembre 2023, un diplôme en santé publique à l'université de Pretoria.
En 2022, elle est honorée par la reine Élisabeth II du Royaume-Uni du prix Points of Light du Commonwealth pour avoir menée des dizaines de milliers de consultations gratuites en ligne. Conférencière, elle intervient aussi dans diverses conférences internationales, notamment TEDx, Gitex Healthcare Innovation à Dubaï et la Conférence internationale sur la santé publique en Afrique. Elle intervient également comme coach sur la prise de parole en public.

### Carrière politique
En mars 2025, elle est nommée ministre de la Santé et des Services sociaux de Namibie au sein du gouvernement de Namibie par la nouvelle présidente du pays, Netumbo Nandi-Ndaitwah,. La nomination d'Esperance Luvindao au ministère de la Santé et la reconduction d'Emma Theofelus à celui des Technologies de l'information et de la Communication est perçu comme un des symboles du renouvellement des personnalités politiques en Namibie.
Sa nomination comme ministre provoque toutefois différentes réactions et controverses, sur ses origines — ses parents étant congolais —, mais aussi sur son manque d'expérience et certains de ses agissements, qualifiées de fautes professionnelles, dans ses pratiques cliniques,. Sur ce dernier point, la présidente Netumbo Nandi-Ndaitwah, interpellée sur la composition de son gouvernement, répond attendre avant toute réaction que des investigations complémentaires soient menées, et que le bien-fondé des critiques émises soit confirmé ou non.